# Padaczka północna
Padaczka północna, in. postępująca padaczka z otępieniem, ceroidolipofuscynoza neuronalna typu 8 (ang. northern epilepsy syndrome, neuronal ceroid lipofuscinosis, ceroid lipofuscinosis neuronal type 8, CLN8 disease) – genetycznie uwarunkowana, dziedziczona recesywnie, rzadka lizosomalna choroba spichrzeniowa z grupy ceroidolipofuscynoz neuronalnych, charakteryzująca się padaczką pojawiająca się w okresie przedszkolnym oraz postępującą od tego momentu niepełnosprawnością intelektualną.

## Historia
Zespół został po raz pierwszy opisany na podstawie analizy pacjentów z jedenastu rodzin w 1994 przez fińską pediatrę Aune Hirvasniemi. Analiza ksiąg parafialnych pozwoliła na udowodnienie, że członkowie  9 rodzin mają wspólnego przodka.

## Etiologia
Padaczka północna jest zespołem genetycznym dziedziczonym autosomalnie recesywnie i spowodowana jest uszkodzeniem genu CLN8 znajdującego się na krótkim ramieniu chromosomu 8, w regionie p23.3. Gen CLN8 koduje błonowe białko siateczki endoplazmatycznej, o nieznanej funkcji. U fińskich pacjentów mutacja dotyczyła Arg24Gly, natomiast u tureckich Leu226Pro.

## Epidemiologia
Częstość heterozygot w populacji fińskiej wynosi 1:135, natomiast częstość występowania pozostaje nieznana. Uważa się, że podobnie jak w przypadku wielu innych chorób genetycznych w populacji fińskiej, odpowiada za to efekt założyciela. Do 2018 roku opisano 25 przypadków w Finlandii oraz 5 w Turcji.

## Obraz kliniczny
Pierwszym objawem zespołu jest padaczka rozpoczynająca się zwykle w 5–10 roku życia. Przebieg padaczki nasila się ze szczytem nasilenia (1–2 napady w tygodniu) w okresie pokwitania. Po zakończeniu dojrzewania płciowego przebieg padaczki łagodnieje i po 35 roku życia pacjenci są nieomal bezobjawowi. Początkowo rozwój umysłowy dziecka jest prawidłowy, lecz po 2–5 latach od pojawienia się napadów drgawkowych obserwowane jest pogarszanie się funkcji poznawczych prowadzące do otępienia przed 30 rokiem życia.

## Leczenie
Nie ma specyficznego leczenia padaczki północnej (2018). Leczenie objawowe padaczki jest trudne, większość stosowanych leków jest nieskuteczna.

## Rokowanie
Rokowanie co do życia jest dobre, pacjenci dożywają 50–60 roku życia.